# Движение объединения и наука
Вклад Движения объединения в диалог ученых и развитие науки был отмечены как ведущими исследователями, так и средствами массовой информации. 

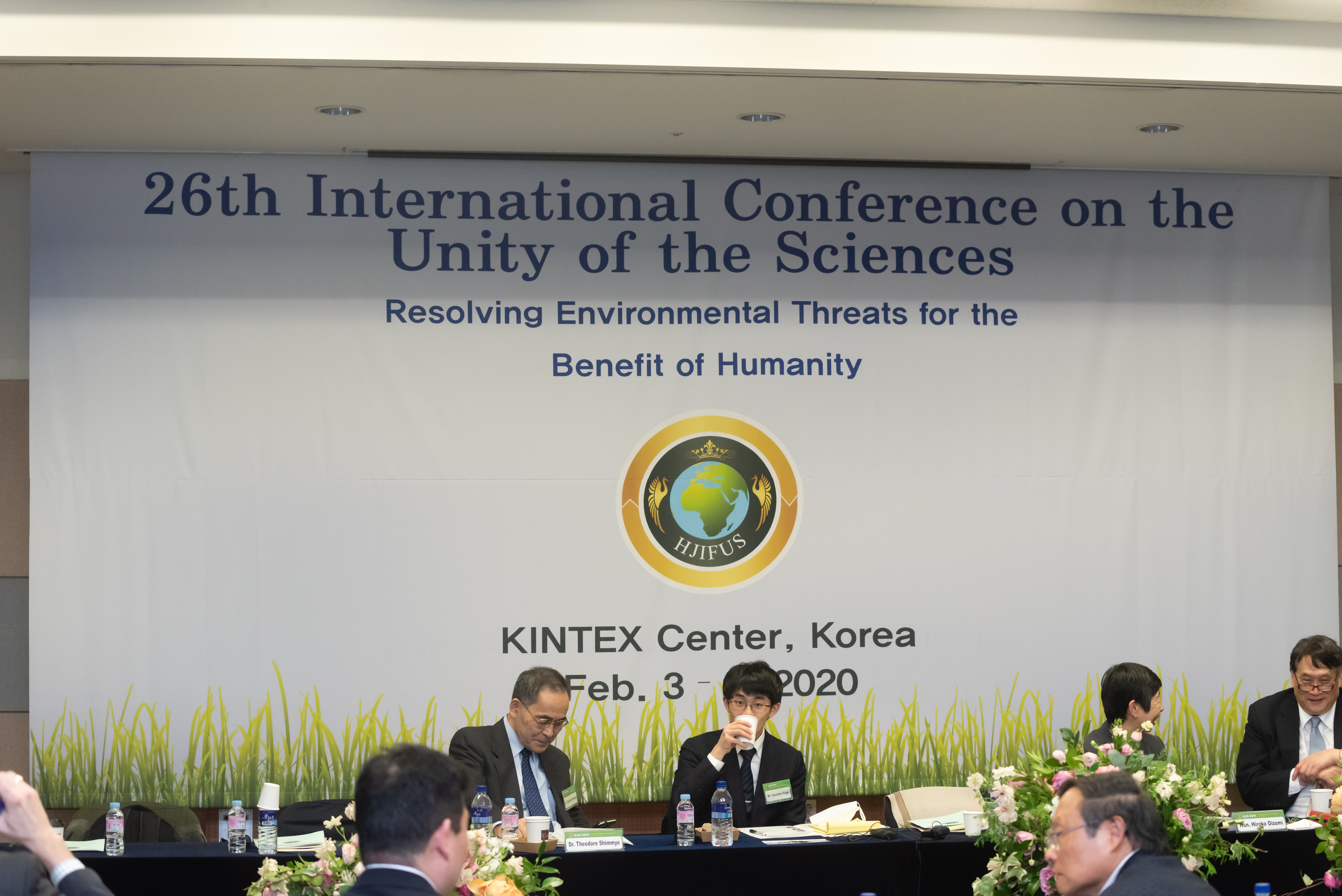
Президиум, Международная конференция за единство наук ICUS, Федерация за всеобщий мир, Сеул 4.02.2020

В 1970-х и 1980-х Движение объединения спонсировало Международную конференцию за объединение наук (англ. International Conference on the Unity of the Sciences (ICUS) с целью распространять концепцию ценности в науках и возможности единства науки и религии. На первой конференции, проведенной в Сеуле (Южная Корея) в 1972 году, участвовало 20 учёных, а в самой большой конференции в 1982 году участвовало 240 участников из 46 стран. В конференциях участвовали нобелевские лауреаты Джон Кэ́рью Эклс (по психологии или медицине 1963 год, председательствовавший на конференции 1976 года) и Юджин Ви́гнер (по физике 1963 год).
Отношения Движения объединения и науки снова привлекли внимание общественности в 2002 году с публикацией книги Иконы эволюции, критикующей учение об эволюции, и написанное членом Движения объединения Джонатаном Уэллсом. Уэллс является выпускником Теологической семинарии объединения, а также активистом анти-эволюционной организации «Институт Дискавери» в роли защитника концепции «разумного замысла».
Значительная часть академических проектов Движения Объединения проходит под эгидой Академии профессоров за мир во всем мире, в работе которой принимали участие проф. Мортон Каплан, Николас Киттри, Александр Шромас, Родриго Корацо и Джеймс Меншам. Организация занимается публикациями научных исследований в области общественных наук и выпускает подкасты на философские темы.

## Список тем конференций в период с 1972 по 2000 год
I (1972), Моральная ориентация наук,
II (1973), Современная наука и моральные ценности,
III (1974), Наука и абсолютные ценности,
IV (1975), Центральное место науки и абсолютных ценностей,
V (1976), Поиск абсолютных ценностей: гармония между науками,
VI (1977), Поиск абсолютных ценностей в меняющемся мире,
VII (1978), Переоценка существующих ценностей и поиск абсолютных ценностей,
VIII (1979), Ответственность академического сообщества в поиске абсолютных ценностей,
IX (1980), Абсолютные ценности и поиск мира человечества,
X (1981), Поиск абсолютных ценностей и создание нового мира,
XI (1982), Поиск абсолютных ценностей и создание нового мира,
XII (1983), Абсолютные ценности и новая культурная революция,
XIII (1984), Абсолютные ценности и новая культурная революция,
XIV (1985), Абсолютные ценности и новая культурная революция,
XV (1986), Абсолютные ценности и новая культурная революция,
XVI (1987), Абсолютные ценности и переоценка современного мира,
XVII (1988), Абсолютные ценности и переоценка современного мира,
XVIII (1991 г.), Абсолютные ценности и переоценка современного мира,
XIX (1992 г.), «Абсолютные ценности и новый мировой порядок»,
XX (1995 г.), «Абсолютные ценности и единство наук: происхождение ответственности человека»,
XXI (1997 г.), «В поисках абсолютных ценностей и единства в науках: наука на благо человечества»,
XXII (2000 г.), «В поисках абсолютных ценностей и единства в науках: наука на благо человечества».